# 25492 Firnberg
25492 Firnberg è un asteroide della fascia principale. Scoperto nel 1999, presenta un'orbita caratterizzata da un semiasse maggiore pari a 2,2672883 UA e da un'eccentricità di 0,1984793, inclinata di 1,46226° rispetto all'eclittica.